# Enantia aloikea
Espèce
Enantia aloikea est un insecte lépidoptère de la famille des Pieridae, de la sous-famille des Dismorphiinae et du genre Enantia.

## Taxonomie
Enantia aloikea a été décrit par Christian Brévignon en 1993.

## Description
Le revers est nacré.

## Écologie et distribution
Il n'est présent qu'en Guyane.

### Protection
Pas de statut de protection particulier.